# Louis Walsh
Michael Louis Vincent Walsch (* 5. srpna 1952, Kiltimagh, Country Mayo, Irsko) je irský manažer a porotce britské talentové soutěže The X Factor. Byl manažerem Johnnyho Logana, Boyzone a Westlife, tří nejvíce úspěšných irských pop umělců v poslední dekádě. Od roku 2004 patří k panelu porotců soutěže The X Factor, kde pětkrát mentoroval kategorii skupin a třikrát kategorii starších. Vítězným porotcem se stal v druhé sérii, kdy mentoroval Shayneho Warda. Objevil se v televizních show You're Star, Popstar a Popstar: The Rivals. Jako hostující porotce se objevil v show Británie hledá talent a v roce 2002 v americké verzi soutěže The X Factor.

## Manažer
V 90. letech se rozhodl vytvořit irskou verzi skupiny Take That a vznikla skupina Boyzone, které dovedl k mezinárodním úspěchům, umístěním 16 písniček v top 3 a k více než 20 milionům prodaným kopiím ve světě. Když Ronan Keating oznámil, že si chce dát pauzu od Boyzone, Louis ho nadále zastupoval jako sólo zpěváka. Ronanova písnička "Life Is a Rollecoaster" se stala číslem jedna a jeho album se prodalo přes více než 4,4 milionů kopií. Později Louise vytvořil skupinu Westlife.
V prosinci 2012 se stal manažerem skupiny Union J.

## Televize
Poprvé se objevil v irské verzi soutěže Popstar v roce 2001. Následující rok se stal porotcem v ITV show Popstars: The Rivals společně s Petem Watermanem a Geri Halliwell. Také se objevil v různých talentových soutěžích jako Raidió Teilifís Éireann (RTÉ) a You're a Star. 3. a 4. února 2010 zastupoval Simona Cowella na konkurzech show Británie hledá talent. Následující rok zastupoval Davida Hasselhoffa na Londýnském konkurzu. Znovu Simona zastupoval při dvou konkurzech v Kansas City v americké verzi soutěže X Factor.
V lednu 2012 se objevil v dokumentární sérii stanice ITV The Talent Show Story, pro kterou poskytl rozhovor o tom jaké je to být porotcem v soutěžích jako The X Factor a Popstar: The Rivals. Na jaře roku 2012 se objevil v show Mad Mad World.

### The X Factor
Od roku 2004 patří k panelu porotců britské verze soutěže The X Factor. V roce 2005 se stal vítězným porotcem, kdy jeho akt Shayne Ward zvítězil. V listopadu 2005 se rozhodl skončit, kvůli tomu jak s ním bylo zacházeno; Sharon Osbourne na něj vylila vodu během živého vysílání. Další sobotní večer živých kol se však vrátil s vysvětlením, že v tom nemohl své svěřence nechat. ITV v březnu 2007 oznámilo, že se do show nevrátí a byl nahrazen americkým choreografem Brianem Friedmanem, po několika dnech natáčení se však Simon rozhodl znovu Walshe najmout. 22. června 2007 bylo oficiálně potvrzeno, že Louise se do soutěže vrací jako porotce a Brian získal roli kreativního režiséra.

## Seznam skupin a umělců, které zastupoval
| Umělec           | Zastupování     |
| ---------------- | --------------- |
| Boyzone          | 1993–2008       |
| Westlife         | 1998–2012       |
| Samantha Mumba   | 2000–02         |
| Ronan Keating    | 2000–03         |
| Bellefire        | 1999–2004       |
| Six              | 2001–02         |
| Girls Aloud      | 2002            |
| G4               | 2004–07         |
| Shayne Ward      | 2005–09         |
| Jedward          | 2009–13         |
| Wonderland       | 2010–11         |
| Shane Filan      | 2012–současnost |
| Union J          | 2012–současnost |
| Myles and Connor | 2012–současnost |
| Hometown         | 2013–současnost |

## Ocenění
- Mayo Osobnost roku 2009